# Бриджвотер (Вермонт)
Бриджвотер (англ. Bridgewater) — місто (англ. town) в США, в окрузі Віндзор штату Вермонт. Населення — 903 особи (2020).

## Демографія
Згідно з переписом 2010 року, у місті мешкало 936 осіб у 431 домогосподарстві у складі 268 родин. Було 688 помешкань
Расовий склад населення:
| - 96,2 % — білих - 0,5 % — корінних американців - 0,5 % — азіатів - 0,2 % — чорних або афроамериканців |

До двох чи більше рас належало 2,6 %. Частка іспаномовних становила 0,3 % від усіх жителів.
За віковим діапазоном населення розподілялося таким чином: 16,7 % — особи молодші 18 років, 63,5 % — особи у віці 18—64 років, 19,8 % — особи у віці 65 років та старші. Медіана віку мешканця становила 49,7 року. На 100 осіб жіночої статі у місті припадало 104,8 чоловіків;  на 100 жінок у віці від 18 років та старших — 103,1 чоловіків також старших 18 років.
Середній дохід на одне домашнє господарство  становив 73 962 долари США (медіана — 62 813), а середній дохід на одну сім'ю — 80 162 долари (медіана — 72 500). Медіана доходів становила 46 458 доларів для чоловіків та 32 500 доларів для жінок. За межею бідності перебувало 6,6 % осіб, у тому числі 0,0 % дітей у віці до 18 років та 6,1 % осіб у віці 65 років та старших.
Цивільне працевлаштоване населення становило 511 осіб. Основні галузі зайнятості: освіта, охорона здоров'я та соціальна допомога — 19,8 %, виробництво — 16,8 %, роздрібна торгівля — 12,5 %, мистецтво, розваги та відпочинок — 10,0 %.